# Ilyoplax delsmani
Ilyoplax delsmani is een krabbensoort uit de familie van de Dotillidae. De wetenschappelijke naam van de soort is voor het eerst geldig gepubliceerd in 1926 door de Man.